# Paavalinsaari (ö i Nyslott, lat 61,97, long 29,33)
Paavalinsaari är en ö i Finland. Den ligger i sjön Puruvesi och i kommunen Nyslott i  landskapet Södra Savolax, i den sydöstra delen av landet, 300 km nordost om huvudstaden Helsingfors. Öns area är 36,9 hektar och dess största längd är 1,1 kilometer i sydöst-nordvästlig riktning.